# Juan de Zavala y de la Puente

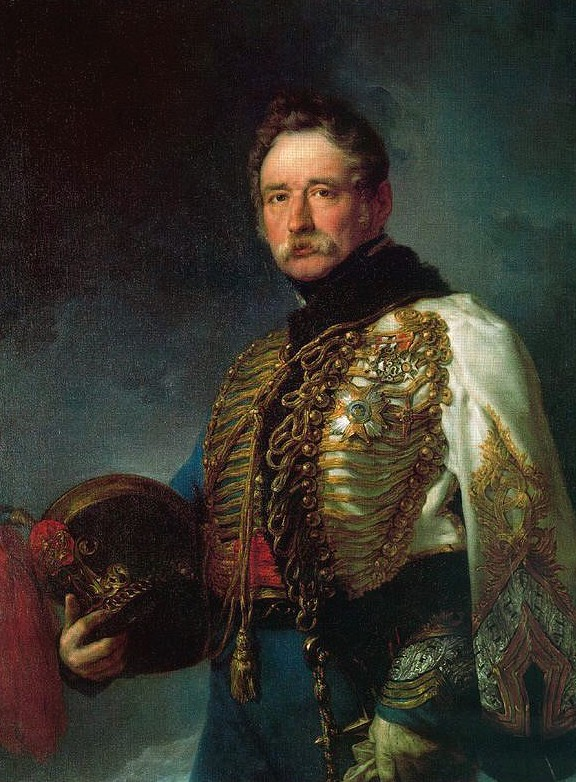
Juan de Zavala y de la Puente.

Juan de Zavala de la Puente, graaf de Paredes de Nava, markgraaf de Sierra Bullones (Lima, 27 december 1804 - Madrid, 29 december 1879) was een Spaans generaal, politicus en eerste minister.

## Levensloop

### Militaire loopbaan en heerschappij vanIsabella II
Na de onafhankelijkheidsverklaring van Peru op 28 juli 1821 keerden hij en zijn familie terug naar Spanje, waar de Zavala een militaire loopbaan vervolledigde. Als officier nam hij van 1833 tot 1839 deel aan de Eerste Carlistenoorlog en later werd hij bevorderd tot luitenant-generaal. Op 28 augustus 1839 werd hij belast met de voorbereidingen voor het verdrag van Oñati, die zowel ondertekend werden door de carlistische generaal Rafael Maroto als de pro-Isabella generaal Baldomero Espartero ondertekend werden. Dit betekende het einde van de Eerste Carlistenoorlog in het noorden van Spanje. 
Op 4 oktober 1854 begon hij aan zijn politieke loopbaan nadat hij verkozen werd tot afgevaardigde in het Congreso de los Diputados. Vervolgens werd hij op 6 juni 1855 minister van Buitenlandse Zaken in de regering van Baldomero Espartero en bleef dit tot en met 14 juli 1856. Via een koninklijk decreet werd hij op 14 juli 1858 benoemd tot senator voor het leven.
Tijdens de Spaans-Marokkaanse Oorlog van 1859-1860 behoorde hij samen met opperbevelhebber Leopoldo O'Donnell tot de belangrijkste generaals aan Spaanse zijde. Nadat hij bij verschillende veldslagen in dapperheid uitblonk, werd hij op 28 november 1860 in de Spaanse adel opgenomen als markgraaf de Sierra Bullones. Later kreeg hij eveneens de titel "graaf van Paredes de Neva".
Van 9 juli 1860 tot 17 januari 1863 was hij minister van Marine in de regering van Leopoldo O'Donnell en was dit van 21 juni 1865 tot 10 juli 1866 opnieuw in de volgende regering van O'Donnell.

### Heerschappij van koningAmadeusen deEerste Spaanse Republiek
Van 1871 tot 1872 vertegenwoordigde Zavala de provincie Alicante in de Spaanse Senaat.
Op 8 april 1872 werd hij tijdens de heerschappij van koning Amadeus benoemd tot minister van Oorlog in de regering van Práxedes Mateo Sagasta en bleef dit tot en met 26 mei 1872.
In de daaropvolgende Eerste Spaanse Republiek werd hij op 3 januari 1874 minister van Oorlog in het kabinet van Francisco Serrano y Domínguez en in januari 1874 was hij tevens ad interim minister van Marine.
Op 26 februari 1874 volgde hij Serrano op als eerste minister en bleef eveneens minister van Oorlog. Aangezien het maar een tijdelijk kabinet was, nam Zavala op 3 september 1874 alweer ontslag als premier. Vervolgens werd hij beloond met de rang "kapitein-generaal van de strijdkrachten" en mocht deze behouden tot aan zijn dood.
Van 1876 tot 1877 vertegenwoordigde hij nogmaals de provincie Alicante in de Spaanse Senaat. In 1878 werd hij toegelaten tot de Orde van het Gulden Vlies.
- Biblioteca Nacional de España: XX1221034
- Virtual International Authority File: 169638953